# Anni Swan
Anni Emilia Swan, de casada Anni Manninen (Helsinki, 4 de enero de 1875–24 de marzo de 1958) fue una escritora finlandesa. Escribió mucha literatura infantil y juvenil, fue periodista de revistas infantiles y trabajó como traductora. Se la considera la creadora de la literatura finlandesa para niños.

## Biografía
Su padre fue Carl Gustaf Swan, una figura cultural muy conocida de su época, que fundó el primer periódico de Lappeenranta. Su madre de Anni Swan, Emilia Malin, era una entusiasta de la literatura y enseñó a sus nueve hijas a leer cuentos de hadas y narrativas a una edad temprana.Desde 1884 la familia vivió en Lappeenranta.
Anni Swan fue a una escuela para niñas en Mikkeli y se graduó en 1895 en Helsingin Suomalainen Yhteiskoulu. En 1900 se convirtió en maestra de escuela primaria en Jyväskylä y trabajó en Helsinki de 1901 a 1916. En 1907 se casó con el escritor Otto Manninen y tuvieron tres hijos, el menor de los cuales fue el director de teatro Mauno Manninen.
La primera colección de cuentos de hadas de Anni Swan, llamada Satuja (Cuentos de hadas), se publicó en 1901. Su primer libro para jóvenes, basado en parte en los recuerdos de su padre, fue Tottisalmen perillinen (El heredero de Tottisalmi), publicado en 1917. Este libro trata sobre un peón huérfano, Yrjö, que resulta ser, en realidad, el heredero de una gran fortuna. Sus otros libros conocidos son Iris rukka (Pobre Iris), Ollin oppivuodet (El aprendizaje de Olli) y Sara ja Sarri (Sara y Sarri).En muchos de sus libros escribe sobre yuxtaposiciones entre gente pobre y rica, y gente buena y mala. A menudo, el protagonista experimenta desafíos cuando de repente se encuentra con personas de clase social más alta o más baja. Los valientes e ingeniosos personajes principales de la ficción para adultos jóvenes de Anni Swan fueron un modelo a seguir para muchos héroes y heroínas de la ficción para adultos jóvenes posteriores.
También fue periodista de las revistas infantiles Pääskynen (1907-1918) y Nuorten toveri/Sirkka (1919-1945). Tradujo, entre otros, Los hermanos Grimm y los cuentos de Brer Rabbit y Brer Fox, El hermano conejo y el hermano zorro, así como la primera traducción finlandesa de Las aventuras de Alicia en el país de las maravillas.Tres de sus novelas han sido adaptadas al cine:
- En 1920 Ollin oppivuodet (“El aprendizaje de Olli”) dirigida por Teuvo Puro.
- En 1940 su novela Tottisalmen perillinen ("El heredero de Tottisalmi") dirigida por Orvo Saarikivi para Suomi-Filmi Production. Los papeles principales son interpretados por Paavo Jännes (Baron von Sumers), Kalevi Koski (nieto de Klaus) y Raimo Hämäläinen  ( Yrjö, el heredero).[8]
- La película de 1962 Pikku Suorasuu , dirigida por Edvin Laine, es la adaptación de su novela Iris rukka ("Pobre Iris").

## Reconocimientos
Desde 1961,cada tres años, se otorga un premio que lleva su nombre, Anni Swan -mitali, a una ficción juvenil distintiva de alta calidad, publicada en Finlandia y escrita en finlandés o sueco.

## Libros[10]
Literatura infantil
- Satuja I–III (1901–1905).
- Pieniä satuja I–V (1906).
- Lasten-näytelmiä (1910).
- Tarinoita lapsille (1912).
- Satuja ja tarinoita (1917).
- Satuja (1920).
- Satuja VI (1923).
- Lastennäytelmiä II (1923).
- Kotavuoren satuja ja tarinoita (1957).

Literatura juvenil
- Tottisalmen perillinen (1914).
- Iiris rukka (1916).
- Kaarinan kesäloma (1918).
- Ollin oppivuodet (1919).
- Pikkupappilassa (1922).
- Ulla ja Mark (1924).
- Sara ja Sarri (1927).
- Sara ja Sarri matkustavat (1930).
- Me kolme ja Ritvan suojatit (1937).
- Pauli on koditon (1946).
- Arnellin perhe (1949).